# Turac becgroc
El turac becgroc (Tauraco macrorhynchus) és una espècie d'ocell de la família dels musofàgids (Musophagidae) que habita boscos d'Àfrica central i Occidental, des de Guinea fins a Ghana i des de Nigèria fins a l'oest de la República Democràtica del Congo, incloent les illes del golf de Guinea.